# Maigret et son mort
Maigret et son mort est un roman policier de Georges Simenon, publié en 1948 par les éditions Presses de la Cité. Il fait partie de la série des Maigret.
L'écriture de ce roman s'est déroulée du 8 au 17 décembre 1947 à Tucson, en plein cœur de l'Arizona (États-Unis), soit à quelque 8 850 km de Paris  où se déroule l'action.
Le roman se déroule à Paris (quartier de la Bastille, Bercy, Saint-Antoine et Passy), avec des références à la région d’Amiens, à la fin des années 1940 ; l’enquête se déroule en février. Alors qu'il est dans son bureau à écouter les élucubrations d'une plaignante, le commissaire Maigret reçoit un appel téléphonique d'un homme qui se déclare être suivi par un ou plusieurs individus qui veulent attenter à sa vie. Le commissaire est convaincu de la sincérité de l'homme, qui l'appellera plusieurs fois, de bistrot en bistrot, au hasard de ses pérégrinations dans Paris pour semer ceux qui veulent attenter à sa vie. Malgré les efforts du chef de la PJ parisienne, l'homme, un cafetier du sud-est parisien, sera retrouvé, mort, place de la Concorde. Grâce à son flair légendaire mais aussi, comme à son habitude, à sa façon de s'identifier à la victime, Maigret parviendra à faire arrêter le commanditaire de l'assassinat qui avait condamné ce cafetier trop curieux.

## Résumé
Un matin de février, un inconnu téléphone à Maigret installé dans son bureau de la PJ. Cet homme se déclare être suivi depuis la veille par des hommes qui se relaient et il est convaincu qu'on en veut à sa vie et demande à être protégé. Les appels se renouvellent sans que jamais l'inspecteur Janvier, dépêché par Maigret, parvienne à rejoindre dans la journée le petit bonhomme au chapeau gris. 
Puis les appels finissent par cesser. Un peu plus tard, au milieu de la nuit, le corps d'un homme déposé place de la Concorde est découvert par des passants. Celui-ci a visiblement été tué d'un coup de couteau, le visage défiguré à la suite de coups très violents. Maigret se rend sur les lieux et ne quitte plus le mort – son mort – qu'il accompagnera jusqu'à l'Institut médico-légal. Certains détails font penser à Maigret que ce mort anonyme travaillait « dans la limonade ». On apprend, d'autre part, qu'il a été transporté à la Concorde dans une Citroën jaune, laquelle a été aperçue, d'après un recoupement de témoin, en stationnement près du « Petit Albert », un bistrot à l'angle du quai de Charenton. Quand Maigret s'y rend, il trouve les portes ouvertes et la maison vide. Il décide alors de s'y installer, ou plutôt d'y installer un de ses inspecteurs, Chevrier, et sa femme Irma, qui feront office de tenanciers. 
Parmi les clients, un étranger à la mine suspecte ne tarde pas à se présenter puis à se défiler rapidement. Le commissaire le fait suivre par Lucas, ce qui finit par provoquer ainsi un véritable chasse à l'homme qui prend fin lorsque l'individu est tué d'une balle au moment où il rejoint des comparses dont on saura peu plus tard qu'ils s'avèrent être des membres d'un gang et donc ses complices. Ceux-ci, le voyant poursuivi par la police, ont préféré l'abattre. Grâce à l'identité de cet homme – un Tchèque du nom de Poliensky –, une rafle boucle tout son quartier. Elle fait découvrir, dans l'hôtel miteux où logent des compatriotes de Poliensky, une jeune femme qui est sur le point d'accoucher et que Maigret fait transporter à l'hôpital : on remontera ainsi la filière conduisant aux « tueurs de Picardie », une bande de Tchèques qui s'attaquent à des fermes dont ils massacrent les habitants après les avoir dépouillés. Or, leur chef jouait aux courses. C'est aussi le cas du petit Albert Rochain – la victime –, ainsi que le révélera une enquête aux détours imprévus qui amènera la mise hors d'état de nuire du gang et l'explication du meurtre de Rochain : un ticket de chemin de fer à destination de Goderville tombé de la poche de Jean Bronsky (c'est le chef de la bande) sur le champ de courses de Vincennes et ramassé par le petit Albert sous les yeux du Tchèque – Goderville qui évoque l'une des récentes et plus sinistres hécatombes des tueurs... Ne fallait-il pas supprimer le gêneur dont le visage venait de trahir l'émotion ?

## Aspects particuliers du roman
Maigret est aux prises avec une bande de « fauves » qui n’ont rien à perdre ; de part et d’autre, violence et tuerie sont de règle. Scène de quadrillage par la police de la rue du Roi-de-Sicile peuplée de marginaux et allusions à la concurrence que se font le Quai des Orfèvres (P.J.) et la Rue des Saussaies (Sûreté nationale).

## Personnages principaux
- Albert Rochain, la victime. Tenancier de bistrot, marié, pas d’enfants (sa femme Nine est écartée du drame), la trentaine.
- Jean Bronsky, Tchèque, diplômé universitaire de Vienne, en résidence à Paris où il se déclare cinéaste , 35 ans, chef de bande qui comprend, outre Maria, la jeune Slovaque qui mettra au monde un garçon, Victor Poliensky, Serge Madok, Carl Lipschiz et le petit Pietr.
- Inspecteurs Janvier et Lucas, collaborateurs de Maigret.
- Le juge Coméliau.

## Éditions
- Prépublication en feuilleton annoncée dans L'Intransigeant du 8 mars 1948, mais sans suite
- Édition originale : Presses de la Cité, 1948
- Tout Simenon, tome 2, Omnibus, 2002  (ISBN 978-2-258-06043-2)
- Livre de Poche, n° 14243, 2003  (ISBN 978-2-253-14243-0)
- Tout Maigret, tome 4, Omnibus,  2019  (ISBN 978-2-258-15045-4)

## Adaptations

### Télévision
- Sous le titre The Winning Ticket, téléfilm anglais d'Harold Clayton avec Rupert Davies (Commissaire Maigret), diffusé en 1961.
- Sous le titre Maigret en zijn dode, téléfilm hollandais avec Jan Teulings (Commissaire Maigret), diffusé en 1966.
- Maigret et son mort, téléfilm français de Claude Barma, avec Jean Richard (Commissaire Maigret), Dominique Blanchar (Mme Maigret), diffusé en 1970.
- Sous le titre Keishi to satsujinshatachi, téléfilm japonais de Hashimoto Shinya, avec Kinya Aikawa (Commissaire Maigret), diffusé en 1978.
- Maigret's Dead Man, adaptation britannique diffusée à Noël 2016 sur ITV et en 2017 et le 28 janvier 2018 sur France 3 ("Maigret et son mort"), épisode d'une série de téléfilms avec Rowan Atkinson dans le rôle du commissaire Maigret.

### Bande dessinée
- Maigret et son mort, Lefrancq, 1992
Scénario : Odile Reynaud - Dessin : Philippe Wurm